# Santigold
Santigold, nom artístic de Santi White (Filadèlfia, Pennsilvània, 25 de setembre de 1976), és una cantant, compositora i productora estatunidenca. Abans, se la coneixia per 'Santogold', però a causa de problemes de copyright va haver de canviar-se el nom artístic. Actualment té dos discs al mercat: Santogold, publicat l'any 2008, iMaster of My Make-Believe, publicat l'abril de 2012.

## Discografia
- Santogold (2008)
- Master of My Make-Believe (2012)